# Vancouverský přístav
Vancouverský přístav je největší námořní přístav v Kanadě, třetí největší na americkém severozápadě a podle objemu TEU kontejnerové přepravy šestý největší na západním pobřeží Severní Ameriky.
Přístavem ročně projde zboží v hodnotě 240 miliard dolarů v rámci obchodu s více než 160 zeměmi světa. Vancouver Fraser Port Authority je kanadská státní královská společnost spravující přístav a ve spolupráci s městem Vancouver celý fjord Burrard Inlet a terminál Roberts Bank Superport (označovaný i jako Deltaport), nacházející se ve městě Tsawwassen v okrese Delta.

## Terminály
Přístav má 27 hlavních námořních terminálů:
- 3 pro kontejnerovou přepravu
- 17 pro sypaný otevřený náklad (bulk cargo)
- 5 pro náklad přepravovaný na dřevěných paletách (break bulk)

## Ekonomika
Celkově přístav poskytuje 115 300 pracovních míst, převážně v těchto oborech:
- přeprava nákladu po moři,
- výletním a turistickém průmyslu (výletní lodě),
- investovaní do zařízení přístavu,
- stavba lodí a jejich oprava,
- další služby nesouvisející s námořní přepravou

Největším sektorem je přeprava nákladu po moři zaměstnávající 21000 lidí. Výletní a turistický sektor je s 5600 zaměstnanci druhý největší. Platy ve vancouverském přístavu se pohybují v průměru o 52 % výše než průměrná mzda v Britské Kolumbii[zdroj⁠?!].
Přístav přispěl sumou 1,8 miliardy dolarů přímo do kanadského HDP a 4,1 miliardy dolarů do kanadské ekonomiky v roce 2004. Celkově po započítání dalších faktorů dosáhla výše příspěvků do HDP Kanady 4 miliard a do kanadské ekonomiky 8,9 miliard dolarů. Ekonomický dosah přístavu se rozšiřuje do celé západní Kanady, i za hranice, protože většina exportu, jenž projde přes přístav je z oblastí mimo regionální okres Metro Vancouver a většina importovaného zboží je pro trhy ležící za oblastí Lower Mainland.
Vancouverský přístav je také domovským přístavem pro výletní lodě na trase Vancouver–Aljaška, která v období od května do září obslouží každý rok statisíce cestujících na 300 výletních plavbách. Přístav má dva terminály pro výletní lodě: Canada Place a Ballantyne. V roce 2006 u nich kotvilo 28 výletních lodí a trajektů.

## Statistika
V roce 2019 přístav přepravil 144 milionů tun nákladu, což je pokles o 2 procenta oproti předchozímu roku, stále však druhá nejvyšší roční hodnota v historii přístavu. Přístavem prošly celkově 3,4 miliony kontejnerů s nákladem, více než milion pasažérů na výletních lodích a bylo odbaveno 3102 mezinárodních připlutí.